# Доктор Стрейнджлав (п'єса)
«Доктор Стрейнджлав» (англ. Dr. Strangelove), також «„Доктор Стрейнджлав“ Стенлі Кубрика» (англ. Stanley Kubrick's Dr. Strangelove) — вистава за мотивами фільму Стенлі Кубрика 1964 року «Доктор Стрейнджлав, або Як я перестав хвилюватись і полюбив бомбу», адаптованого для сцени Армандо Яннуччі та Шоном Фолі.

## Передісторія
15 липня 2023 року було оголошено, що прем'єра адаптації відбудеться в лондонському Вест-Енді восени 2024 року. Шон Фолі також виступить режисером. Це перша театральна адаптація твору Стенлі Кубрика, дозволена Крістіаном Кубриком та його родиною.
26 вересня 2023 року було оголошено, що Стів Куґан зіграє в екранізації одразу кілька ролей (як і Пітер Селлерс в оригінальному фільмі), прем'єра якої відбудеться в театрі Ноеля Коварда з 8 жовтня 2024 року.